# マリオ・バリオス
マリオ・バリオス（Mario Barrios、1995年5月18日 - ）は、アメリカ合衆国のプロボクサー。テキサス州サンアントニオ出身。現WBC世界ウェルター級王者。元WBA世界スーパーライト級王者。世界2階級制覇王者。
姉のセリーナ・バリオスもプロボクサー。

## 来歴

### スーパーライト級
2013年11月11日、サンアントニオのカウボーイ・ダンス・ホールでリゴベルト・モレノとデビュー戦を行い、初回1分39秒TKO勝ちを収めた。
2014年10月9日、有力アドバイザーのアル・ヘイモンと契約。
2015年1月9日、ゴールデンボーイ・プロモーションズからプロモート権を破棄されたことで、同プロモーションを離脱しTGBプロモーションズに移籍した。
2016年7月9日、ニュージャージー州トレントンのCURE・インスランス・アリーナでデビス・ボスキエロとIBF世界スーパーフェザー級2位決定戦を行い、12回3-0（3者とも120-107）の判定勝ちを収め2位を射止めると共にホセ・ペドラザへの指名挑戦権を獲得した。
2018年7月28日、ロサンゼルスのステイプルズ・センターでホセ・ローマンとWBAインターコンチネンタルウェルター級王座決定戦を行い、ローマンが8回終了時に棄権したためTKO勝ちとなり王座獲得に成功した。
2019年9月28日、ステイプルズ・センターでWBA世界スーパーライト級レギュラー王座決定戦をWBA世界スーパーライト級3位のバティル・アフメドフと行い、12回3-0（116-111、115-111、114-112）の判定勝ちを収め王座獲得に成功した。
2019年10月12日、アフメドフ陣営が上述の王座決定戦での判定に不服を申し立て、WBAはバリオスとアフメドフとの間で再戦を行うよう指令した。
2020年10月31日、テキサス州サンアントニオのアラモドームにてジャーボンテイ・デービス対レオ・サンタ・クルスの前座でWBA世界スーパーライト級9位ライアン・カールと対戦し、6回KO勝ちを収め初防衛に成功した。
2021年6月26日、ジョージア州アトランタのステートファーム・アリーナでWBA世界スーパーフェザー級スーパー王者・同ライト級レギュラー王者のジャーボンテイ・デービスと対戦し、キャリア初黒星となる11回2分13秒TKO負けを喫し、2度目の防衛に失敗し王座から陥落した。

### ウェルター級
2022年2月5日、ミケロブ・ウルトラ・アリーナでキース・サーマンとWBC世界ウェルター級挑戦者決定戦を行い、12回0-3の判定負けを喫した。
2023年9月30日、ネバダ州ラスベガスのT-モバイル・アリーナにてサウル・アルバレス対ジャーメル・チャーロの前座で、WBC世界ウェルター級暫定王座決定戦を同級2位の元WBA世界ウェルター級スーパー王者ヨルデニス・ウガスと行い、試合前のオッズでバリオスは1.2倍対4倍と不利と目されていたが、2回と最終回に計2度ダウンを奪うなど圧倒し12回3-0（118-107×2、117-108）の判定勝ちを収め王座獲得に成功した。
2024年5月4日、ネバダ州ラスベガスのT-モバイル・アリーナにてサウル・アルバレス対ハイメ・ムンギアの前座で、WBC世界ウェルター級20位のファビアン・マイダナと対戦し、12回3-0（118-111×3）の判定勝ちを収め初防衛に成功した。
2024年5月27日、WBCはWBC世界ウェルター級王者テレンス・クロフォードの王座を剥奪した上で休養王座に認定し、その後、6月18日にバリオスを暫定王者から正規王者に認定した。
2024年11月15日、テキサス州アーリントンのAT&Tスタジアムでマイク・タイソン対ジェイク・ポールの前座でWBC世界ウェルター級8位のアベル・ラモスと対戦し、12回1-1（112-114 、113-113、116-110）の引き分けに終わるが2度目の防衛に成功した。

## 戦績
- プロボクシング：33戦 29勝 (18KO) 2敗 2分

| 戦           | 日付           | 勝敗 | 時間     | 内容    | 対戦相手                       | 国籍           | 備考                                            |
| ------------ | -------------- | ---- | -------- | ------- | ------------------------------ | -------------- | ----------------------------------------------- |
| 1            | 2013年11月11日 | ☆    | 1R 1:39  | TKO     | リゴベルト・モレノ             | アメリカ合衆国 | プロデビュー戦                                  |
| 2            | 2014年2月10日  | ☆    | 4R       | 判定3-0 | マヌエル・ルバルカバ           | メキシコ       |                                                 |
| 3            | 2014年3月7日   | ☆    | 4R       | 判定3-0 | リオネル・ケリー               | アメリカ合衆国 |                                                 |
| 4            | 2014年5月10日  | ☆    | 4R       | 判定3-0 | ジャクセル・マレロ             | プエルトリコ   |                                                 |
| 5            | 2014年7月25日  | ☆    | 1R 2:18  | KO      | サルバドル・ペレス             | アメリカ合衆国 |                                                 |
| 6            | 2014年10月8日  | ☆    | 1R 0:53  | KO      | エイブラハム・ルビオ           | メキシコ       |                                                 |
| 7            | 2014年11月20日 | ☆    | 4R       | 判定3-0 | フアン・サンドバル             | アメリカ合衆国 |                                                 |
| 8            | 2015年3月7日   | ☆    | 3R 1:53  | TKO     | ジャスティン・ロペス           | アメリカ合衆国 |                                                 |
| 9            | 2015年5月9日   | ☆    | 6R 1:02  | TKO     | ホセ・デル・バレー             | プエルトリコ   |                                                 |
| 10           | 2015年7月18日  | ☆    | 8R       | 判定3-0 | ホセ・アルトゥロ・エスキベル   | メキシコ       |                                                 |
| 11           | 2015年9月6日   | ☆    | 4R 2:10  | TKO     | ホセ・セン・トーレス           | メキシコ       |                                                 |
| 12           | 2015年9月26日  | ☆    | 1R 2:04  | KO      | エドゥアルド・リベラ           | メキシコ       |                                                 |
| 13           | 2015年11月10日 | ☆    | 8R       | 判定3-0 | マリオ・エンリケ・ティノコ     | メキシコ       |                                                 |
| 14           | 2015年12月12日 | ☆    | 6R 0:31  | KO      | マヌエル・ヴィデス             | パナマ         |                                                 |
| 15           | 2016年4月16日  | ☆    | 8R       | 判定3-0 | エドガー・ゲイブジャン         | フィリピン     |                                                 |
| 16           | 2016年7月9日   | ☆    | 12R      | 判定3-0 | デビス・ボシェーロ             | イタリア       |                                                 |
| 17           | 2016年12月10日 | ☆    | 2R 2:36  | KO      | クラウディオ・ロセンド・タピア | アルゼンチン   |                                                 |
| 18           | 2017年3月4日   | ☆    | 6R 0:25  | TKO     | ヤードリー・アルメンタ・クルス | メキシコ       |                                                 |
| 19           | 2017年6月11日  | ☆    | 7R 0:37  | KO      | ホセ・ルイス・ロドリゲス       | メキシコ       |                                                 |
| 20           | 2017年9月19日  | ☆    | 7R 1:41  | TKO     | ネイム・ネルソン               | アメリカ合衆国 |                                                 |
| 21           | 2018年3月10日  | ☆    | 2R 0:45  | TKO     | ユーディ・ベルナルド           | ドミニカ共和国 |                                                 |
| 22           | 2018年7月28日  | ☆    | 8R 終了  | TKO     | ホセ・ローマン                 | アメリカ合衆国 | WBAインターコンチネンタルウェルター級王座決定戦 |
| 23           | 2019年2月9日   | ☆    | 4R 2:16  | KO      | リチャード・ザモラ             | メキシコ       |                                                 |
| 24           | 2019年5月11日  | ☆    | 2R 1:16  | KO      | フアン・ホセ・ヴェラスコ       | アルゼンチン   |                                                 |
| 25           | 2019年9月28日  | ☆    | 12R      | 判定3-0 | バティル・アフメドフ           | ウクライナ     | WBA世界スーパーライト級王座決定戦               |
| 26           | 2020年10月31日 | ☆    | 6R 2:23  | KO      | ライアン・カール               | アメリカ合衆国 | WBA防衛1                                        |
| 27           | 2021年6月26日  | ★    | 11R 2:13 | TKO     | ジャーボンテイ・デービス       | アメリカ合衆国 | WBA陥落                                         |
| 28           | 2022年2月5日   | ★    | 12R      | 判定0-3 | キース・サーマン               | アメリカ合衆国 |                                                 |
| 29           | 2023年2月11日  | ☆    | 8R 1:42  | TKO     | ジョバニ・サンティアゴ         | プエルトリコ   | WBC米大陸ウェルター級王座決定戦                 |
| 30           | 2023年9月30日  | ☆    | 12R      | 判定3-0 | ヨルデニス・ウガス             | キューバ       | WBC世界ウェルター級暫定王座決定戦               |
| 31           | 2024年5月4日   | ☆    | 12R      | 判定3-0 | ファビアン・マイダナ           | アルゼンチン   | WBC暫定防衛1→正規王座に認定                     |
| 32           | 2024年11月15日 | △    | 12R      | 判定1-1 | アベル・ラモス                 | アメリカ合衆国 | WBC防衛2                                        |
| 33           | 2025年7月20日  | △    | 12R      | 判定1-0 | マニー・パッキャオ             | フィリピン     | WBC防衛3                                        |
| テンプレート |                |      |          |         |                                |                |                                                 |

## 獲得タイトル
- WBAインターコンチネンタルウェルター級王座
- WBA世界スーパーライト級レギュラー王座（防衛1）
- WBC米大陸ウェルター級王座
- WBC世界ウェルター級暫定王座（防衛1=正規王座に認定）
- WBC世界ウェルター級王座（防衛1）